# Битва біля Траянових воріт

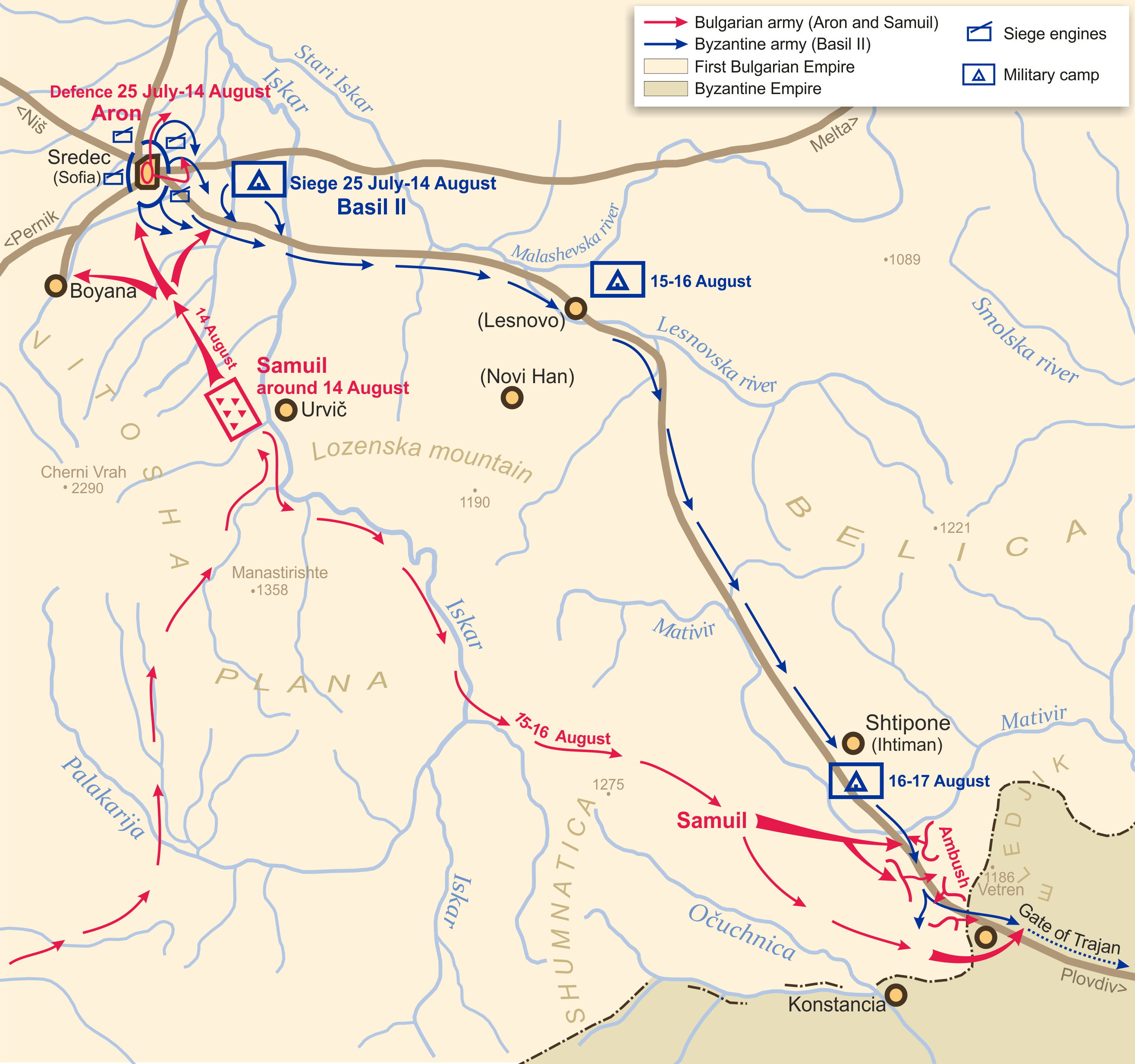
План битви

Битва біля Траянових воріт (болг. Битката при Траянови Врата, грец. Μάχη στις Πύλες του Τραϊανού) — битва між болгарською та візантійською арміями 17 серпня 986 року в Іхтіманській ущелині на місці сучасних Траянових воріт.
У 986 році візантійська армія на чолі з імператором Василієм II Болгаробійцею взяла в облогу Средець, однак через 20 днів облоги запаси продовольства закінчилися, а можливість його поповнення блокувалася болгарами. Не бачачи можливості добитися успіху, Василій II почав відступ своєї армії через Іхтманську ущелину, у якому болгарська армія під керівництвом Самуїла влаштувала засідку між Средцем і Пловдивом. У битві була знищена майже вся візантійська кіннота та значна частина піхоти, був утрачений увесь обоз, а сам імператор дивом уникнув полону.
У результаті цієї поразки візантійців, а також заколоту Барди Фоки, Самуїл зміг значно збільшити розмір своєї держави.